# Kleggie Hermsen
Clarence Henry Hermsen, detto Kleggie (Hill City, 12 marzo 1923 – Wakefield, 2 marzo 1994), è stato un cestista statunitense, professionista nella NBL, nella ABL, nella BAA e nella NBA.

## Palmarès
- Campione BAA (1948)